# Marinci
Marinci es una localidad de Croacia en el ejido del municipio de Nuštar, condado de Vukovar-Sirmia.

## Geografía
Se encuentra a una altitud de 88 m s. n. m. a 282 km de la capital nacional, Zagreb. Está situado en la carretera comarcal Ž4137 Nuštar-Bogdanovci-Vukovar ocupando una posición de importancia estratégica durante la  Batalla de Vukovar en el año 1991.

## Demografía
En el censo 2011 el total de población de la localidad fue de 670 habitantes.
| Gráfica de población de Marinci 1857-2011                           |
|                                                                     |
| Según los censos de población de la oficina estadística de Croacia. |